# DFK Dainava
DFK Dainava ist ein litauischer Fußballverein aus Alytus. Der Verein spielt derzeit in der A lyga.

## Geschichte
Der Verein wurde 2016 unter dem Namen Dzūkijos futbolo klubas Dainava gegründet. Er entstand aus der Fusion des FM Auska und den treusten Fans des historischen Vereins – der Ultra-Gruppierung Dzūkų tankai.
Zu Beginn des Jahres 2016 wurde FM Auska erlaubt, sich in DFK Dainava umzubenennen. Der Verein erhielt für die Saison 2016 eine Lizenz für die Pirma lyga. Der Saisonstart verlief für die Mannschaft gut. Allerdings konnten in der zweiten Hälfte der Saison nicht mehr viele Punkte geholt werden, weshalb DFK Dainava auf dem neunten Platz in der Abschlusstabelle landete.
Im Jahr 2017 hatte DFK Dainava ambitionierte Pläne und stellte ein starkes Team zusammen. Im litauischen Fußballpokal besiegten sie zunächst FK Geležinis Vilkas mit 13:0 und dann in der 2. Runde Adiada Šiauliai mit 8:0. Im Achtelfinale unterlag die Mannschaft dem Zweitligisten Vilniaus Vytis. Zwischenzeitlich führte der Verein auch die Tabelle der Pirma lyga an, konnte die Leistungen aber im Verlauf der Saison nicht konstant abrufen, weshalb die Mannschaft die Saison auf Platz 4 beendete.
Auch in der Saison 2018 konnte das Team des DFK Dainava eine Zeit lang die Tabelle anführen. Allerdings reichte es in diesem Jahr am Ende nicht ganz für die Meisterschaft, da die Mannschaft trotz eines 6:0-Siegs am letzten Spieltag gegen FC Kupiškis einen Punkt hinter dem FK Panevėžys lag. Diese erzielten in der 89. Minute gegen FK Nevėžis ein Tor zum Sieg und sicherte sich dadurch den Titelgewinn in der Pirma liga sowie den direkten Aufstieg in die A lyga. DFK Dainava belegte somit lediglich den zweiten Platz, was sie allerdings für die Relegationsspiele berechtigte. In der Relegation traf Dainava auf FK Palanga. Gegen die Mannschaft aus Palanga hatte das Tema vom damaligen Trainer Donatas Vencevičius jedoch keine Chance und sie verloren mit 0:3 im Hinspiel und 2:0 im Rückspiel. Somit verblieb DFK Dainava in der Pirma lyga.
Im Jahr 2019 startete das Team in seine vierte aufeinanderfolgende Pirma lyga Saison. Der Trainer wurde der Norweger Kim Rønningstad. In der ersten Hälfte der Saison spielte die Mannschaft durchschnittlich und lag zur Halbzeit auf dem siebten Platz. In der Rückrunde gelang es, bessere Leistungen abzuliefern und konnte die Saison auf dem vierten Platz beenden.
Im Jahr 2020 wurde aufgrund der Corona-Pandemie der Spielplan für die Saison abgeändert. Dadurch gab es zwei Phasen. In der ersten Phase spielten alle Teams einmal gegeneinander. Hierbei gelang es DFK Dainava die Runde auf Platz 7 zu beenden, wodurch sie sich für die Aufstiegsgruppe qualifizierten. In der Aufstiegsrunde gelang es den Spielern aber lediglich die Saison auf Platz 6 zu beenden. In der Saison 2020 war das Team aus Alytus das am meisten von Fans unterstützte Team und es kamen ein Drittel mehr Zuschauer zu den Spielen als im Jahr zuvor. Den Höhepunkt bildete der Rekord der Saison mit 932 Zuschauern. Besonders die Ultra-Gruppe Dzūkų tankai sorgt dabei mit Fangesängen und Choreos für eine begeisternde Atmosphäre.
Obwohl der Verein in der vorherigen Saison sportlich nicht den Aufstieg in die A lyga erreichte, bemühte sich die Vereinsführung um eine A-Liga-Lizenz für die Saison 2021. Die Lizenz wurde allerdings nicht erteilt, da die Anforderungen bezüglich des Frauen-Teams nicht erfüllt wurden. Deshalb gab der Präsident Žydrūnas Lukošiūnas bekannt, dass der Verein keine Berufung einlegen werde und sich darauf fokussiert in der kommenden Saison sportlich für die A lyga zu qualifizieren. Kurz vor dem Start der neuen Spielzeit, wurde der Vereinsführung des DFK Dainava von dem litauischen Fußballverband ein Angebot für den Beitritt zur A lyga im Rahmen einer Ausnahmeregelung gemacht, da für die kommende Saison in der A lyga lediglich neun Teams eine Lizenz erlangt hatten. Neben dem DFK Dainava wurde diese Option auch dem FK Jonava angeboten. Nach einer zweitägigen Sitzung des LFF-Exekutivkomitees wurde durch eine Abstimmung entschieden, dass der Platz in der A lyga an DFK Dainava vergeben wird. Somit spielte Dainava das erste Mal seit der Neugründung des Vereins wieder in der obersten Spielklasse Litauens. Da der Verein aufgrund einer Ausnahmeregelung akzeptiert wurde, musste dieser die Saison allerdings mit einer Strafe von −3 Punkten beginnen. Nach einem erfolglosen Saisonstart wurde der italienische Trainer Fabio Mazzone entlassen und Tomas Ražanauskas wurde zum Cheftrainer ernannt. Im Oktober 2021 gelang der Führung von Dainava ein Transfercoup, da es ihnen gelang Tomas Švedkauskas bis zum Saisonende zu verpflichten. Doch auch dieser Überraschungstransfer konnte die Mannschaft nicht retten. DFK Dainava beendete die Saison auf dem neunten Platz und stieg somit gemeinsam mit FK Nevėžis aus der A lyga ab.
Die Saison 2022 verlief erfolgreich für den Verein aus Alytus und der Mannschaft gelang es die Meisterschaft in der Pirma lyga zu holen und stieg somit in die A lyga auf. Ein Aufreger ereignete sich am 20. März 2022 als DFK Dainava auswärts auf das Team Be1 NFA traf. Das Team aus Alytus führte mit 1:0, aber kurz vor Ende des Spiels glich Martynas Džiugas für Be1 NFA zum Endstand von 1:1 aus. Nach dem Tor stürmten Mitglieder von Dzūkų Tankai (Ultras des DFK Dainava), sowie Mitglieder der befreundeten Ultragruppe B Tribūna (Ultras von Rytas Vilnius) auf das Spielfeld und griffen den Torschützen an. Es kam zu einem Gerangel, an dem auch andere Spieler von Be1 NFA, Sicherheitspersonal und die Polizei beteiligt waren.
In der Saison 2023 gelang es dem DFK Dainava den Klassenerhalt in der A lyga zu sichern und sie belegten den achten Platz in der Endtabelle.

## Erfolge
- 2. Platz 1 Lyga: 2018
- 1. Platz 1 Lyga: 2022

## Platzierungen (seit 2016)
| Saison | Div. | Līga       | Platz | @      | Anmerkung                       |
| ------ | ---- | ---------- | ----- | ------ | ------------------------------- |
| 2016   | 2.   | Pirma lyga | 9.    | [ 21 ] |                                 |
| 2017   | 2.   | Pirma lyga | 4.    | [ 22 ] |                                 |
| 2018   | 2.   | Pirma lyga | 2.    | [ 23 ] |                                 |
| 2019   | 2.   | Pirma lyga | 4.    | [ 24 ] |                                 |
| 2020   | 2.   | Pirma lyga | 6.    | [ 25 ] | ▲ Aufsteiger in die A lyga 2021 |
| 2021   | 1.   | A lyga     | 9.    | [ 26 ] |                                 |
| 2022   | 2.   | Pirma lyga | 1.    | [ 27 ] |                                 |
| 2023   | 1.   | A lyga     | 8.    | [ 28 ] |                                 |
| 2024   | 1.   | A lyga     | 4.    | [ 29 ] |                                 |
| 2025   | 1.   | A lyga     | .     | [ 30 ] |                                 |

## Farben und Trikot
| DFK Dainava        | DFK Dainava            |
| Trikot             | Trikot                 |
| ------------------ | ---------------------- |
| 2016–2018 · (Heim) | 2016–2018 · (Auswärts) |
| 2019– · (Heim)     | 2019– · (Auswärts)     |

## Erste Mannschaft und Trainer
Seit 2025
Stand: 28. April 2025
| Nr. |          | Position | Name                                  |
| --- | -------- | -------- | ------------------------------------- |
| 16  | Litauen  | TW       | Tautvilas Jasmontas                   |
| 77  | Litauen  | TW       | Airidas Mickevičius                   |
| 24  | Litauen  | AB       | Naglis Paliušis                       |
| 30  | Litauen  | AB       | Oskaras Lukošiūnas                    |
| 33  | Litauen  | AB       | Lukas Genevičius                      |
| 5   | Georgien | AB       | Nikoloz Chikovani (aus FK Liepaja) ✔️ |
| 6   | Litauen  | MF       | Renatas Banevičius                    |

| 28                  | Lettland | TW | Klāvs Lauva          |
| 29                  | Litauen  | MF | Gustas Zabita        |
| 71                  | Litauen  | MF | Nojus Valukynas      |
| 7                   | Ukraine  | MF | Artiom Baftalovskij  |
| 75                  | Litauen  | MF | Ernestas Stočkūnas   |
| 11                  | Litauen  | MF | Dominykas Kodz       |
| 13                  | Senegal  | MF | Cheikh Faye ✔️       |
| Dainava / Dainava B |          |    |                      |
| 15                  | Ukraine  | AB | Maksim Starhorodskij |
| 92                  | Litauen  | MF | Arnas Mardosa        |

Trainer
- Ričardas Grigaliūnas (2016 erste Hälfte);
- Darius Gvildys (Juli 2016 bis Dezember 2017);
- Donatas Vencevičius (Januar bis November 2018);
- Kim Rønningstad (Januar bis Dezember 2019);
- Łukasz Hass (Februar bis August 2020);
- Fabio Mazzone (August 2020 bis April 2021);
- Tomas Ražanauskas (April bis Dezember 2021);
- Matthiew Silva (Januar bis Mai 2022);
- Siarhei Kusnetzow (seit Mai 2022 bis Mai 2025);

## Bekannte ehemalige Spieler
- Saïd Hamulić (2021)
- Tomas Švedkauskas (2021)